# Óki Szuszumu
Óki Szuszumu (Ehime, 1976. február 23. –) japán válogatott labdarúgó.

## Nemzeti válogatott
A japán U20-as válogatott tagjaként részt vett az 1995-ös ifjúsági labdarúgó-világbajnokságon.